# Tsuda Takuma
Takuma Tsuda (sinh ngày 4 tháng 10 năm 1980) là một cầu thủ bóng đá người Nhật Bản.

## Sự nghiệp câu lạc bộ
Takuma Tsuda đã từng chơi cho Ventforet Kofu và Ehime FC.